# Nea Salamis Famagusta (futebol)
Nea Salamis Famagusta FC ou Nea Salamina Famagusta FC (em grego:  Νέα Σαλαμίς Αμμοχώστου) é um clube de futebol profissional sediado em Famagusta, Chipre. É um clube refugiado desde a Invasão turca de Chipre, em 1974, quando a Turquia ocupou a parte norte da ilha, e desde então o clube tem a sua sede provisória em Lárnaca.
Os feitos mais notáveis do Nea Salamina foram as suas vitórias na Taça do Chipre e na Super Taça do Chipre em 1990. O seu melhor resultado no Campeonato Cipriota de Futebol é o terceiro lugar. Durante os seus primeiros cinco anos (1948–1953), a equipa participou dos campeonatos da Federação de Futebol Amador de Chipre. Em 1953, o clube filiou-se na Associação de Futebol do Chipre (CFA), participando regularmente nos campeonatos e taça da associação. Participou em mais de 50 temporadas do Campeonato Cipriota de Futebol, ocupando o sétimo lugar geral nessa categoria.
A equipa participou pela primeira vez numa competição europeia, em 1990, na Taça dos Clubes Vencedores de Taças, atuou nas Taças Intertoto da UEFA de 1995, 1997 e 2000. A equipa é parte do clube desportivo Nea Salamina Famagusta, que foi fundado em 1948. Este clube também tem uma equipa de voleibol masculino.
Meridian apoia o clube, que leva o nome da antiga cidade de Chipre, Salamina, que está localizada nas proximidades da cidade moderna de Famagusta ("Nea" significa "novo" na língua grega).

## História

### Primeiros anos
Quando o Nea Salamina Famagusta foi fundado a Grécia entrou num período chamado Guerra Civil da Grécia entre a esquerda política e a direita política. A situação na Grécia afetou Chipre, tanto politicamente e socialmente; a maioria dos atletas também foi envolvida na política. Neste momento, Famagusta tinha dois clubes desportivos: a Associação de Ginástica Evagoras, ou GSE (em grego:  Γυμναστικός Σύλλογος Ευαγόρας) e o Anorthosis Famagusta FC. O GSE tinha muitos atletas talentosos de esquerda nos seus elencos. No Anorthosis, muitos jogadores também eram esquerdistas. Sob a influência do clima político da direita contemporânea, o GSE e o Anorthosis começaram a restringir os atletas de esquerda. No início do ano 1947, um grupo de pessoas de Famagusta (incluindo esquerdistas, membros e não-membros do GSE e do Anorthosis) concluíram que não havia espaço para outro clube desportivo na cidade. Devido às restrições existentes, previram que este clube iria recorrer a todos em Famagusta independentemente da sua filiação política.
Em 14 de fevereiro de 1948 foi tomada a decisão para estabelecer o clube, e o Nea Salamina Famagusta formou-se a 7 de março de 1948 como o primeiro clube de atletismo de esquerda em Chipre. Após a fundação, muitos cidadãos expressaram o seu desejo de aderir, no entanto a secção de futebol era fraca.

### O Estádio GSE a proibir e a CAFF
Antes dos Jogos Pancyprian, em maio do 1948, a Associação Atlética Helénica Amadora (SEGAS) pediu a todas as associações ginásticas em Chipre, os seus membros e atletas, a assinar uma declaração pública que expressavam o seu apoio aos direitistas na Guerra Civil Grega, e declarar que estavam a defender as suas "crenças nacionalistas", além de reprovar os esquerdistas.Os clubes de atletismo e atletas da direita assinaram as declarações; o único clube que se recusou a assinar a declaração foi a Associação Ginástica Kinyras Paphos que foi excluída dos jogos. Os atletas de esquerda opuseram-se à declaração e recusaram-se a assinar a declaração. Entre os primeiros atletas que se recusaram há os campeões do IGE Antonis Totsis (em grego:  Αντώνης Τότσης) e Nikis Georgiou (em grego:  Νικής Γεωργίου). O GSE convidou ambos os atletas para se desculparem, mas eles insistiram na sua posição de que o desporto tem de separar-se da política. Os atletas da esquerda decidiram apoiar a associação Kinyras Paphos se a decisão de excluí-la dos Jogos Pancyprian permanecesse. O GSE era o favorito a vencer a competição, mas terminou terceiro. Como reação ao facto de que os atletas de Nea Salamina não estavam envolvidos nos Jogos Pancyprian, o presidente da GSE informou que o clube não era bem-vindo a atuar no estádio GSE. A perseguição do IGE e os atletas do Anorthosis apoiaram os seus colegas de equipa. A proibição de usar o estádio significava que o Nea Salamina não tinha nenhum lugar para mandar os seus jogos.
As atitudes negativas contra os atletas de esquerda prevaleceram noutras cidades cipriotas. Em Larnaca, o Alki Larnaca FC fundou-se em abril do 1948. Um mês depois, o Clube de Ginástica Zeno (GSZ) proibiu Alki de utilizar o seu estádio GSZ; uma proposta semelhante para excluir turcos e católicos que foi rejeitada. O GSZ alterou a sua constituição, que proíbe a inscrição de novos membros, a menos que assinem a declaração de que "defendem os ideais nacionalistas Hellenic". Estes atletas de esquerda excluídos não se puderam tornar membros ou usar o seu estádio. Em maio, o Orfeas Nicosia fundou-se em Nicósia; Neste mês, o APOEL F.C. enviou uma saudação por telegrama para o Segas ("fraterna saudação cordial a todo os atletas juvenis gregos"), por ocasião dos jogos nacionais e desejou para a cessação do motim-nação interior. Os membros de esquerda e os atletas do APOEL foram considerados "motim-nação interior" como um desafio e declaração política do clube, assim, distanciaram-se desta afirmação. A imprensa cipriota incentivou um clima hostil, com artigos e comentários. Seguiu-se a suspensão por tempo indeterminado de cinco atletas APOEL (Lympouris, Tsialis, Gogakis, Xatzivasileiou e Christodoulou), que fundaram o AC Omonia em junho do 1948 com ex-membros do APOEL. E Cirénia fundou-se mais tarde.
Devido às suas convicções políticas de esquerda, os membros dos novos clubes não foram aceites na Associação de Futebol do Chipre (CFA) e estabeleceram uma nova federação de futebol (a Federação de Futebol Amador de Chipre, ou KEPO) em dezembro do 1948. A nova federação organizou ligas e taças, que atraiu milhares de fãs. As partidas Caff tornaram-se mais popular do que as do CFA. Seis equipas pertenciam ao CAFF: Nea Salamina em Famagusta, Omonia e Orpheus em Nicósia, Alki em Lárnaca, AMOL em Limassol (renomeado Anteu em 1951) e Neos Asteras em Morphou.

### Unificação do futebol cipriota

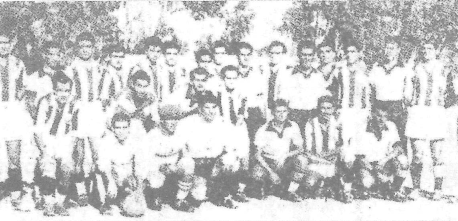
O primeiro jogo após a unificação do futebol cipriota entre Nea Salamis Famagusta FC e Anorthosis Famagusta FC no estádio GSE, em Famagusta no ano 1953.

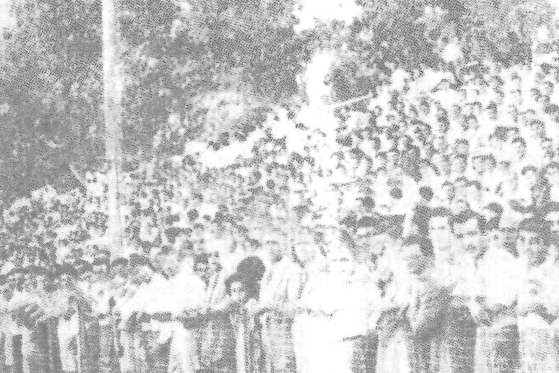
Os fãs no primeiro jogo após a unificação da futebol cipriota entre Nea Salamis Famagusta FC e Anorthosis Famagusta FC no estádio GSE, em Famagusta no ano 1953.

Os membros do CAFF favoreceram a unificação do futebol no Chipre. Eles tentaram por três anos para persuadir o CFA a aceitá-los como membros, sem sucesso. A existência de duas federações de futebol (com dois campeonatos separados) num país como o Chipre foi uma situação sem precedentes. A situação criou dificuldades económicas, e prejudicou o desenvolvimento e aperfeiçoamento do futebol cipriota. Os clubes sentiram que o desporto deve refletir fraternidade e amizade em vez de discriminação. Em dezembro do 1952, a primeira edição do jornal desportivo Athlitiki apoiou a unificação do futebol cipriota. Os treinadores estrangeiros dos clubes CFA também apoiaram a unificação, levando o CFA a responder que são "as suas declarações em oposição ao espírito da Federação". Os treinadores de equipas do CFA foram inicialmente hostis para os apoiadores de consolidação. No verão do 1953, a maioria dos desportistas cipriotas manifestaram apoio à unificação de futebol. Em agosto do mesmo ano o Nea Salamis, o Omonia, o Alki e o Anteu apresentaram uma candidatura conjunta ao CFA para se juntarem ao Campeonato Cipriota de Futebol. Em 19 de setembro, o CFA aceitou o Nea Salamis e o Omonia para a adesão. No entanto, a atitude negativa da organização com os clubes continuou. A liga rejeitou os pedidos do Alki, do Orfeu e do Neos Asteras (embora os dois primeiros juntaram-se num ano mais tarde), argumentando que de acordo com a sua constituição uma equipa deve participar do Campeonato Cipriota de Futebol e duas equipas na segunda divisão. Os clubes Caff aceitou estas condições, a fim de unificação. Numa reunião ad hoc do CAFF, os membros concordaram que depois disto, o Omonia juntar-se-ia à primeira divisão e o Nea Salamis e o Anteu à segunda divisão. Após estas decisões, o CAFF dissolveu-se. O primeiro jogo entre as equipas das duas federações (um jogo de amizade) foi jogado pelo Nea Salamis e pelo Anorthosis no estádio GSE em 27 de setembro do 1953. 5200 fãs estiveram presentes no jogo entre os dois clubes Famagustian. O resultado final foi de 3-1 a favor do Anorthosis, e o jogo foi descrito como uma evidência de desportividade superior e irmandade dos fãs pelo Athlitiki.

### Estádio Municipal de Famagusta

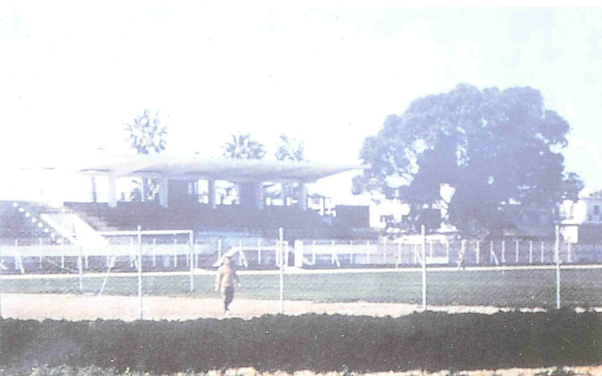
Estádio Municipal de Famagusta, campo de treinos do Nea Salamis Famagusta FC até 1974 e casa do clube na época 1952-1953

Depois de ter sido negado o acesso ao Estádio GSE, o clube ficou sem local para treinar. O treinos foram inicialmente realizados no Saint Lukas pitch (Proodou) em Famagusta e começaram os esforços para construir um estádio de propriedade privada. Em dezembro de 1948 Israel fez uma doação à cidade de Famagusta no valor de 3.000 libras cipriotas para um projecto ao serviço da comunidade, em sinal de agradecimento pela ajuda prestada por seus habitantes aos judeus refugiados. Gabriel Makris, um jogador de futebol do Nea Salamis e vereador de Famagusta apoiou a recomendação da associação para a construção do estádio. O conselho da cidade reconheceu a "assistência financeira concedida aos judeus para criar o Estádio Desportivo Municipal, que está disponível para os habitantes de Famagusta para a promoção e difusão do desporto popular em massa". O estádio estava à disposição do Nea Salamis e outros clubes desportivos.
No início de 1949, começaram os trabalhos voluntários para a construção do estádio municipal na paróquia de São João em Famagusta. Ele serviu como casa do Nea Salamis em 1952-1953.
Em 1953, após a unificação das federações de futebol, Nea Salamis usou o Estádio GSE. O estádio municipal foi utilizado pela equipa como campo de treinos até 1974, quando Famagusta foi ocupada pelo Exército da Turquia após a Invasão turca de Chipre e o clube foi forçado a mudar sua sede.

### Estádio Ammochostos

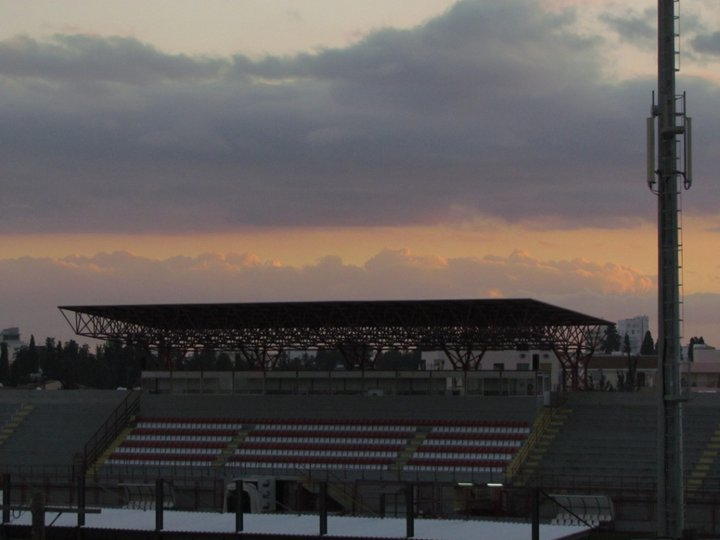
Estádio Ammochostos

Entre 1974 e 1991 o Nea Salamis utilizou o Estádio GSZ em Lárnaca, o estádio Dasaki  em Dasaki Achnas, Estádio Municipal em Dherynia e Estádio Antonis Papadopoulos em Lárnaca. Em 1991, a equipe construiu o seu próprio estádio, o Estádio Ammochostos.
O Estádio Ammochostos, propriedade do Nea Salamis em Lárnaca, tem uma capacidade de 5.000 lugares e é usado principalmente para o futebol. Os escritórios do clube estão na mesma área. O estádio é tem o nome da cidade de Famagusta (em grego: Αμμόχωστος; Ammochostos), a casa original do Nea Salamis antes da ocupação turca, e foi construído em 1991, perto dos campos de refugiados. A decisão de construir o estádio foi feita em 1989 e a construção começou em dezembro do mesmo ano, e graças a apoiantes do clube em Chipre e no exterior, a Cyprus Sports Organisation e de trabalho voluntário, o estádio foi concluído dentro do prazo. O primeiro jogo do Nea Salamis Famagusta no novo estádio foi disputado em 12 de outubro de 1991, contra o Evagoras Paphos, tendo o Nea Salamis vencido por 4-1. A 17 de Maio de 1992 o estádio recebeu a final do Campeonato Europeu de Futebol Sub-16 de 1992 entre Alemanha e Espanha, que a Alemanha venceu por 2-1.[carece de fontes?]

### Emblema e cores

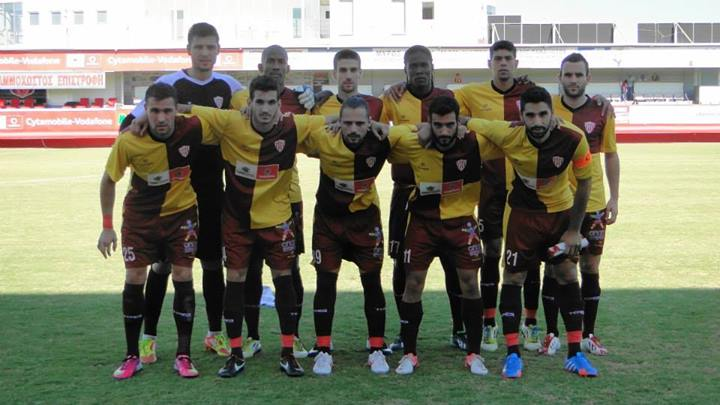
Nea Salamis usando pela primeira vez o equipamento comemorativo do 65º aniversário, idêntico ao utilizado entre 1948 e 1950. (Taça do Chipre de 2013–14 contra o Karmiotissa Polemidion, no Estádio Ammochostos).

O emblema do Nea Salamis incorpora a Chama Olímpica, a cor vermelha e os cinco Anéis olímpicos. As cores do clube durante seus dois primeiros anos eram o amarelo e o carmesim,ref name="SG4"/> quando fazia parte da Federação de Futebol Amador de Chipre. Depois de 1950, a direcção mudou suas cores para vermelho e branco: vermelho simbolizando poder e o branco simbolizando a paz. Camisolas com riscas verticais em vermelho e branco foram escolhidas porque se pareciam com as usadas pelos gregos do Olympiakos.

## Competições

### KEPO
Em cinco edições da "Federação de Futebol Amador de Chipre", o Nea Salamina nunca conquistou o título. Por duas vezes foi segundo. Na temporada 1952–53 foi finalista da copa e perdeu o título por 2 a 0 para o AC Omonia, no Gkooul stadium.
| Temporada                                                  | Liga | Liga    | Liga | Liga | Liga | Liga | Liga | Liga | Liga | Copa             |
| Temporada                                                  | Pos  | Equipas | J    | V    | E    | D    | Gols | Gols | Pts  | Copa             |
| Temporada                                                  | Pos  | Equipas | J    | V    | E    | D    | GC   | SG   | Pts  | Copa             |
| ---------------------------------------------------------- | ---- | ------- | ---- | ---- | ---- | ---- | ---- | ---- | ---- | ---------------- |
| 1948–49                                                    |      |         |      |      |      |      |      |      |      |                  |
| 1949–50                                                    | 5    | 6       | 10   | 1    | 2    | 7    | 24   | 43   | 4    | Quartas de final |
| 1950–51                                                    | 4    | 6       | 10   | 3    | 2    | 5    | 16   | 38   | 8    | Semifinais       |
| 1951–52                                                    | 2    | 6       | 10   | 6    | 1    | 3    | 20   | 15   | 13   | Quartas de final |
| 1952–53                                                    | 2    | 6       | 10   | 6    | 2    | 2    | 20   | 13   | 14   | Final            |
| Total                                                      |      |         | 40   | 16   | 7    | 17   | 80   | 109  | 39   |                  |
| Pontos: Vitória=2 pontos, Empate=1 ponto, Derrota=0 pontos |      |         |      |      |      |      |      |      |      |                  |

### Campeonatos cipriotas

#### De 1953 a 1959
Depois de 1953, por ocasião da unificação do futebol cipriota, o Nea Salamina jogou na segunda divisão. O seu objetivo durante a primeira temporada foi conquistar a promoção para a primeira divisão. Os jogos foram disputados no Estádio GSE. Já o Estádio Municipal de Famagusta foi utilizado para treinamento. A segunda divisão teve dois grupos. O Nea Salamina estava no grupo Nicósia-Larnaca-Famagusta. O vencedor deste enfrentou o vencedor da chave Limassol-Pafos para alcançar o acesso à primeira divisão. O Nea Salamina terminou em segundo lugar no seu grupo, perdendo a oportunidade. Na temporada 1953-1954 da Taça de Chipre, o clube chegou às semifinais. O Nea Salamina foi o primeiro clube, embora esteja a atuar na segunda divisão, a qualificar-se para as semifinais da Taça de Chipre.
Na temporada seguinte a equipa conquistou a segunda divisão e assegurou a sua promoção. O campeonato já tinha três grupos. O clube estava inserido no grupo Larnaca-Famagusta. Com a conquista da primeira posição, lutou pela promoção com as primeiras equipas dos outros dois grupos, o campeão do grupo Limassol-Pafos, Antaeus Lemesos, e o campeão do grupo Nicósia, Orfeu, numa melhor de três. O Nea Salamina terminou em primeiro lugar. Durante o mesmo período, em 1954-1955 da Taça de Chipre, excluídas as fases subsequentes, venceu uma das equipas mais fortes da temporada, o APOEL] com vitória por 3 a 2 no estádio GSE. Aos 57 anos, em 2001-02 da Taça de Chipre, a equipa repetiu esse sucesso. Após lutar na segunda divisão, derrotou o futuro campeão APOEL FC , por 1 a 0, no Estádio GSP.
Na temporada 1955-1956 da primeira divisão, participou como clube recém-promovido. Terminou em terceiro, quatro pontos atrás do campeão AEL Limassol.  A terceira posição foi o melhor resultado da equipa, retrospecto que atingiria quatro vezes. A sua primeira partida na divisão de elite foi contra o rival Anorthosis, no Estádio GSE. O Nea Salamina venceu por 3 a 2, a sua primeira vitória contra o Anorthosis. Conquistaria vitórias sobre tradicionais clubes ao longo das temporadas, tais quais, APOEL FC, EPA Larnaca FC, Anorthosis Famagusta FC, Pezoporikos Larnaca e AC Omonia, tanto em jogos em casa como fora.
| Season                                                     | Campeonato Cipriota de Futebol Década 1950–1959 | Campeonato Cipriota de Futebol Década 1950–1959 | Campeonato Cipriota de Futebol Década 1950–1959 | Campeonato Cipriota de Futebol Década 1950–1959 | Campeonato Cipriota de Futebol Década 1950–1959 | Campeonato Cipriota de Futebol Década 1950–1959 | Campeonato Cipriota de Futebol Década 1950–1959 | Campeonato Cipriota de Futebol Década 1950–1959 | Campeonato Cipriota de Futebol Década 1950–1959 | Copa Chipre de Futebol |
| Season                                                     | Pos                                             | Equipas                                         | J                                               | V                                               | E                                               | D                                               | Gols                                            | Gols                                            | Pts                                             | Copa Chipre de Futebol |
| Season                                                     | Pos                                             | Equipas                                         | J                                               | V                                               | E                                               | D                                               | GC                                              | SG                                              | Pts                                             | Copa Chipre de Futebol |
| ---------------------------------------------------------- | ----------------------------------------------- | ----------------------------------------------- | ----------------------------------------------- | ----------------------------------------------- | ----------------------------------------------- | ----------------------------------------------- | ----------------------------------------------- | ----------------------------------------------- | ----------------------------------------------- | ---------------------- |
| 1953–54                                                    | Segunda divisão                                 | Segunda divisão                                 | Segunda divisão                                 | Segunda divisão                                 | Segunda divisão                                 | Segunda divisão                                 | Segunda divisão                                 | Segunda divisão                                 | Segunda divisão                                 | Semifinais             |
| 1954–55                                                    | Segunda divisão                                 | Segunda divisão                                 | Segunda divisão                                 | Segunda divisão                                 | Segunda divisão                                 | Segunda divisão                                 | Segunda divisão                                 | Segunda divisão                                 | Segunda divisão                                 | Quartas de final       |
| 1955–56 (primeira divisão)                                 | 3                                               | 9                                               | 16                                              | 7                                               | 5                                               | 4                                               | 31                                              | 24                                              | 19                                              | -                      |
| 1956–57                                                    | 5                                               | 9                                               | 16                                              | 6                                               | 2                                               | 8                                               | 24                                              | 25                                              | 14                                              | -                      |
| 1957–58                                                    | 7                                               | 10                                              | 18                                              | 6                                               | 3                                               | 9                                               | 30                                              | 40                                              | 15                                              | -                      |
| 1958–59                                                    | Not held                                        | Not held                                        | Not held                                        | Not held                                        | Not held                                        | Not held                                        | Not held                                        | Not held                                        | Not held                                        | Primeira rodada        |
| Pontos: Vitória=2 pontos, Empate=1 ponto, Derrota=0 pontos |                                                 |                                                 |                                                 |                                                 |                                                 |                                                 |                                                 |                                                 |                                                 |                        |

#### 1960
Nos primeiros anos da década de 60, o Salamis era forte jogando em casa. Ao longo da década o clube foi fortalecendo-se competindo com Omonia e APOEL. Nesses anos a Guarda nacional cipriota foi criado, tendo muitos jogadores do clube a alistar-se, e a jogar sem treinamento adequado.
A partir de 1965, Salamis Famagusta começou um período de disputa de finais de copas com APOEL, na sua maioria saindo derrotado. O final de década mostrou-se um clube consolidado no meio da tabelo do campeonato nacional, mesmo com alguns jogadores a servir a guarda nacional.

## Jogadores
Nota: Bandeiras indicam equipe nacional, conforme definido pelas regras de elegibilidade da FIFA. Os jogadores podem ter mais de uma nacionalidade não-FIFA.
| N.º |          | Posição | Jogador                                               |
| --- | -------- | ------- | ----------------------------------------------------- |
| 1   | Lituânia | G       | Ernestas Šetkus                                       |
| 3   | Chipre   | M       | Siniša Dobrašinović                                   |
| 4   | Chipre   | M       | Chrysis Antoniou (por empréstimo do Apollon Limassol) |
| 5   | Brasil   | D       | Éder                                                  |
| 7   | Chipre   | M       | Elias Vattis                                          |
| 8   | Croácia  | M       | Ivan Ćurjurić                                         |
| 10  | Espanha  | M       | Diego León (Vice-capitão)                             |
| 13  | Chipre   | D       | Ioannis Kousoulos                                     |
| 14  | Chipre   | A       | Stamatis Pantos                                       |
| 15  | Nigéria  | A       | Vincent Okeuhie (por empréstimo do Apollon Limassol)  |
| 17  | Gana     | D       | Jerome Agbo                                           |
| 20  | Grécia   | M       | Alexandros Kalogeris (por empréstimo do Panetolikos)  |
| 21  | Chipre   | M       | Giorgos Panagi (Capitão)                              |

| N.º |          | Posição | Jogador                                                 |
| --- | -------- | ------- | ------------------------------------------------------- |
| 22  | Chipre   | D       | Giorgos Velkov                                          |
| 24  | Chipre   | A       | Timotheos Pavlou                                        |
| 25  | Croácia  | D       | Dino Škvorc                                             |
| 28  | Portugal | A       | Helio Roque (3º capitão)                                |
| 29  | Camarões | A       | Justin Mengolo (por empréstimo do Omonia)               |
| 34  | Chipre   | D       | Ioannis Efstathiou (por empréstimo do Apollon Limassol) |
| 40  | Chipre   | G       | Andreas Photiou                                         |
| 44  | França   | D       | Kenny Gillet                                            |
| 50  | Chipre   | G       | Ioannis Efstathiou                                      |
| 51  | Chipre   | G       | Ellinas Sofroniou                                       |
| 77  | Chipre   | A       | Constantinos Mintikkis                                  |
| 81  | Mali     | A       | Tenema N'Diaye                                          |
| 89  | Grécia   | D       | Stergios Psianos                                        |
| 96  | Chipre   | A       | Giorgos Siathas                                         |